# Николаев, Александр Фёдорович
Александр Фёдорович Николаев (10.10.1919, современная Нижегородская область — 24 марта 2006,  Московская область) — старший лётчик-испытатель истребительного авиационного полка, полковник.

## Биография
Родился 10 октября 1919 года в селе Толба ныне Сергачского района Нижегородской области в семье крестьянина. Русский. Член ВКП(б)/КПСС с 1941 года. В 1935 году окончил школу-семилетку, в 1938 году — Горьковский коммунально-строительный техникум. Работал техником в строительном отделе Балтийского флота.
В Красной Армии с ноября 1939 года. Служил в сапёрном батальоне. В августе 1941 года окончил Харьковское военно-авиационное училище лётчиков-наблюдателей. В 1942 году окончил курсы политсостава.
На фронте Великой Отечественной войны с апреля 1942 года. Воевал в авиационных частях Карельского фронта. Сначала в составе истребительного, позднее штурмового авиационных полков в должности заместителя командира эскадрильи по политической части. Летал штурманом на бомбардировщиках СБ, Пе-2. В 1943 году направлен в авиационную школу. Весной 1945 года окончил Руставскую военно-авиационную школу пилотов.
После войны продолжал службу в строевых частях ВВС на Дальнем Востоке. Освоил реактивный истребитель МиГ-15. В 1952 году окончил Высшие лётно-тактические курсы. С 1953 года на лётно-испытательной работе. Участвовал в испытаниях МиГ-19. В апреле 1956 года лётчик-испытатель Николаев, рискуя жизнью, предотвратил падение неисправного самолёта на жилые кварталы города. Посадил практически неуправляемый самолёт на аэродром.
Указом Президиума Верховного Совета СССР от 25 июня 1958 года за образцовое выполнение служебного долга, мужество и отвагу при испытании новой авиационной техники старшему летчику-испытателю истребительного авиационного полка подполковнику Николаеву присвоено звание Героя Советского Союза с вручением ордена Ленина и медали «Золотая Звезда» (№ 10798).
В январе 1970 года по состоянию здоровья уволился в запас. Жил в городе Щёлково Московской области. Скончался 24 марта 2006 года. Похоронен на кладбище села Леониха Щёлковского района Московской области.
Награждён орденом Ленина, двумя орденами Красной Звезды, орденом Отечественной войны 1-й степени, медалями.